# Alchemilla micans
Alchemilla micans es una especie de planta del género Alchemilla, perteneciente a la familia Rosaceae.

## Taxonomía
Alchemilla micans fue descrita por Robert Buser en 1893.

## Distribución
Se encuentra en el territorio de Europa hasta Siberia.